# Rosalio José Castillo Lara

Kardinalswappen von Castillo Lara

Rosalio José Kardinal Castillo Lara SDB (* 4. September 1922 in San Casimiro, Venezuela; † 16. Oktober 2007 in Caracas, Venezuela) war ein Kanonist und Kurienkardinal der römisch-katholischen Kirche. Als Präsident des Governatorats der Vatikanstadt war er von 1990 bis 1997 Regierungschef der Vatikanstadt.

## Leben
Rosalio Castillo entstammte einer katholischen Familie; Lucas Guillermo Castillo Hernández (1878–1955), Erzbischof von Caracas, war sein Onkel. Rosalio Castillo trat nach seiner Schulzeit in die Ordensgemeinschaft der Salesianer Don Boscos ein. Er studierte die Fächer Philosophie und Katholische Theologie. Am 4. September 1949 empfing er die Priesterweihe durch seinen Onkel.
Im folgenden Jahr arbeitete Castillo in der Leitung des Lyzeums von Los Teques, ehe er zwecks weiterführender Studien im Kirchenrecht an das Pontificio Ateneo Salesiano, der Hochschule der Salesianer, in Turin-Valdocco entsandt. 1953 wurde er mit einer Dissertation über die mittelalterliche Lehre vom Recht der Kirche, im Zusammenwirken mit der weltlichen Macht gegen Heiden und Ketzer Gewalt einsetzen zu dürfen, promoviert. Nach der Rückkehr in sein Heimatland wählte man ihn zum Präsidenten der Asociación Venezolana de Educación Católica (AVEC), der Vereinigung der katholischen Erzieher Venezuelas.
Von 1954 bis 1957 war Castillo Professor für Kanonisches Recht am Pontificio Ateneo Salesiano in Turin, von 1957 (damals wurde die Kirchenrechtliche Fakultät seiner Hochschule nach Rom verlegt) bis 1965 an der Päpstlichen Universität der Salesianer in Rom. 1962 führte ihn ein Arbeits- und Forschungsauftrag an die Rheinische Friedrich-Wilhelms-Universität Bonn. 1971 wählte ihn das Generalkapitel der Salesianer zum Generalbevollmächtigten für die Jugendseelsorge.
Am 26. März 1973 ernannte Papst Paul VI. Castillo zum Titularbischof von Praecausa und bestellte ihn zum Koadjutorbischof des Bistums Trujillo. Die Bischofsweihe spendete ihm am 24. Mai 1973 José Kardinal Quintero Parra, Erzbischof von Caracas; Mitkonsekratoren waren Francisco José Iturriza Guillén SDB, der Bischof von Coro, und José León Rojas Chaparro, der Bischof von Trujillo.
Im Februar 1975 wurde Castillo erneut nach Rom beordert, um als Sekretär der Päpstlichen Kommission für die Revision des Codex Iuris Canonici zu arbeiten. Castillo wurde Mitglied der Päpstlichen Kommission für die Auslegung der Dekrete des Zweiten Vatikanischen Konzils.
Am 5. Oktober 1981 ernannte Papst Johannes Paul II. Castillo zum Präsidenten der Disziplinarkommission der römischen Kurie, ein Jahr darauf betraute er ihn mit leitenden Aufgaben in der Päpstlichen Kommission für die Revision des Codex Iuris Canonici und ernannte ihn zum Titularerzbischof. Als 1984 die Päpstliche Kommission für die authentische Auslegung des Codex Iuris Canonici eingerichtet wurde, bestimmte ihn der Papst zu deren erstem Präsidenten.
Castillo gehörte seit dem 25. Mai 1985 als Kardinaldiakon mit der Titelkirche Nostra Signora di Coromoto in San Giovanni di Dio dem Kardinalskollegium an. Der Papst übertrug ihm einflussreiche Ämter. Castillo war:
- von 1989 bis 1995 Präfekt der Güterverwaltung des Apostolischen Stuhls
- von 1990 bis 1997 Vorsitzender der Päpstlichen Kommission für den Staat der Vatikanstadt (und damit Chef der Legislative des Staates der Vatikanstadt)
- von 1990 bis 1997 Präsident des Governatorates der Vatikanstadt (und damit Chef der Exekutive des Staates der Vatikanstadt)
- von 1990 bis 1997 Vorsitzender der Aufsichtskommission der Kardinäle des Istituto per le Opere di Religione (IOR). Durch dieses Amt war er über die Geschäftspolitik des IOR unterrichtet bzw. das Amt ermöglichte ihm, diese mitzubestimmen.[5] Dabei arbeitete unter anderem mit Donato De Bonis zusammen.[6]

Einige solche Konzentration von Ämtern, die die wirtschaftlichen und finanziellen Angelegenheiten der Vatikanstadt betreffen, hatte es lange nicht mehr gegeben.
Mit seinem 75. Geburtstag wurde Castillo von seinen Ämter in der Kurie entpflichtet. Er kehrte in sein Heimatland zurück. Am Konklave 2005 durfte der Kardinal aus Altersgründen nicht teilnehmen, er hatte die Altersgrenze von 80 Jahren zu diesem Zeitpunkt bereits überschritten.
Gemeinsam mit der Bischofskonferenz Venezuelas protestierte Castillo gegen die Verfolgung Andersdenkender durch Colectivos chavistas, durch die Polizei und durch die Justiz. Bei einer Wallfahrt kritisierte der Kardinal den Führungsstil des venezolanischen Präsidenten Hugo Chávez, sprach von „Anzeichen einer Diktatur“ und einer inakzeptablen Situation der Menschenrechte. Dies sorgte Anfang 2006 für Missstimmung seitens der Staatsregierung. Chávez sprach daraufhin von einer „Mitverschwörung“ der Kirche und forderte – vergebens – eine Entschuldigung.
Rosalio Castillo Lara lebte bis zu seinem Tod in Caracas.

## Schriften
- Coacción eclesiástica y Sacro Romano Imperio. Estudio jurídico-histórico sobre la potestad coactiva material suprema de la Iglesia en los documentos conciliares y pontificios del período de formación del derecho canónico clásico como un presupuesto de las relaciones entre Sacerdotium e Imperium. Libreria Pontifici Athenaei Salesiani, Turin 1956.
- Iglesia y Derecho. Introducción histórica hasta el siglo XV. In: Revista Española de Derecho Canónico, Jg. 19 (1964), S. 557–587.